# فرانسيسكو روبيو لورينتي
فرانسيسكو روبيو لورينتي (بالإسبانية: Francisco Rubio Llorente) (و. 1930 – 2016 م) هو قانوني، وقاضي من إسبانيا . ولد في بيرلانغا .

## مناصب وهيئات
أدار جامعة كمبلوتنسي بمدريد.

## جوائز
حصل على جوائز منها:
- Order of Isabella the Catholic.